# Chatham Islands, British Columbia
Chatham Islands är öar i Kanada.   De ligger i Capital Regional District och provinsen British Columbia, i den södra delen av landet, 3 600 km väster om huvudstaden Ottawa. Arean är 0,57 kvadratkilometer.
Terrängen på Chatham Islands är mycket platt. Öns högsta punkt är 17 meter över havet. Den sträcker sig 1,2 kilometer i nord-sydlig riktning, och 0,9 kilometer i öst-västlig riktning.